# Claremont, Western Australia
Claremont är en ort i Australien. Den ligger i kommunen Claremont och delstaten Western Australia, nära delstatshuvudstaden Perth. Antalet invånare är 7 152. Den ligger vid sjön Lake Claremont.
Runt Claremont är det mycket tätbefolkat, med 1 754 invånare per kvadratkilometer.. Närmaste större samhälle är Perth, nära Claremont. 
Runt Claremont är det i huvudsak tätbebyggt. Genomsnittlig årsnederbörd är 1 018 millimeter. Den regnigaste månaden är maj, med i genomsnitt 176 mm nederbörd, och den torraste är februari, med 9 mm nederbörd.